# Heilbutt & Rosen
Heilbutt & Rosen (Eigenschreibweise auch Heilbutt&Rosen) ist eine österreichische Kabarettgruppe um den Autor und Produzenten Helmuth Vavra (1966–2022), die seit 1992 in wechselnden Besetzungen zunächst traditionelles Nummernkabarett und ab 2002 Kabarettprogramme mit durchgehender Handlung zur Aufführung brachte. Regie führte häufig Leo Bauer, weitere Mitglieder sind bzw. waren u. a. Berthold Foeger, Theresia Haiger, Markus Ch. Oezelt, Verena Scheitz, Sigrid Spörk, Reinhard Nowak und Thomas Stempkowski.
Der Name der Gruppe bezieht sich laut Selbstdarstellung der Gruppe auf deren Vorbilder Monty Python (Heilbutt kommt in einem Dialog in Das Leben des Brian vor) und Loriot (Rosen).
Heilbutt & Rosen behandelt in satirischer Weise Themen des Alltags, besonders die Beziehung zwischen den Geschlechtern. Meist finden die Programme im Dialog zwischen einem Mann und einer Frau statt. Dieser Dialog wird durch Live-Musik unterstützt.

## Programme
- Still, Still, Still
- Und wie geht’s Ihnen so?! (2021)
- Wer will mich ... noch? (2019)[1]
- Che GueVavra (2016)
- Schwarzgeldklinik (2015)
- Endstation Tobsucht – Director’s Cut (2014)
- Flotter 4er (2012)
- Erntedankfest (2012)
- Chromosomensatz XY ungelöst – Director’s Cut (2011)
- Weihnachten aus der Dusche (2010)
- Vavras Bettgeschichten (2010)
- Lieder aus der Dusche 2 (2010)
- Endstation Tobsucht (2009)
- Angriff der Riesenameisen (2007)
- Lieder aus der Dusche (2005)
- Chromosomensatz XY ungelöst (2004)
- Zwischenbestzeit (2003)
- Durchblutungsstörungen (2002)
- Na geh! (2001)
- Paternoster (1999)
- Abschleppzone (1998)
- 91/2 Heilbutt (1996)
- Unplugged (1994)
- Heilbutt und Rosen retten die Welt (1993)
- Im Bett mit Heilbutt und Rosen (1992)